# Cantón de Saint-Aignan-sur-Roë
El cantón de Saint-Aignan-sur-Roë era una división administrativa francesa, que estaba situada en el departamento de Mayenne y la región de Países del Loira.

## Composición
El cantón estaba formado por doce comunas:
- Ballots
- Brains-sur-les-Marches
- Congrier
- Fontaine-Couverte
- Renazé
- La Roë
- La Rouaudière
- Saint-Aignan-sur-Roë
- Saint-Erblon
- Saint-Michel-de-la-Roë
- Saint-Saturnin-du-Limet
- Senonnes

## Supresión del cantón de Saint-Aignan-sur-Roë
En aplicación del Decreto nº 2014-209 de 21 de febrero de 2014, el cantón de Saint-Aignan-sur-Roë fue suprimido el 22 de marzo de 2015 y sus 12 comunas pasaron a formar parte del nuevo cantón de Cossé-le-Vivien.